# 犬山宿

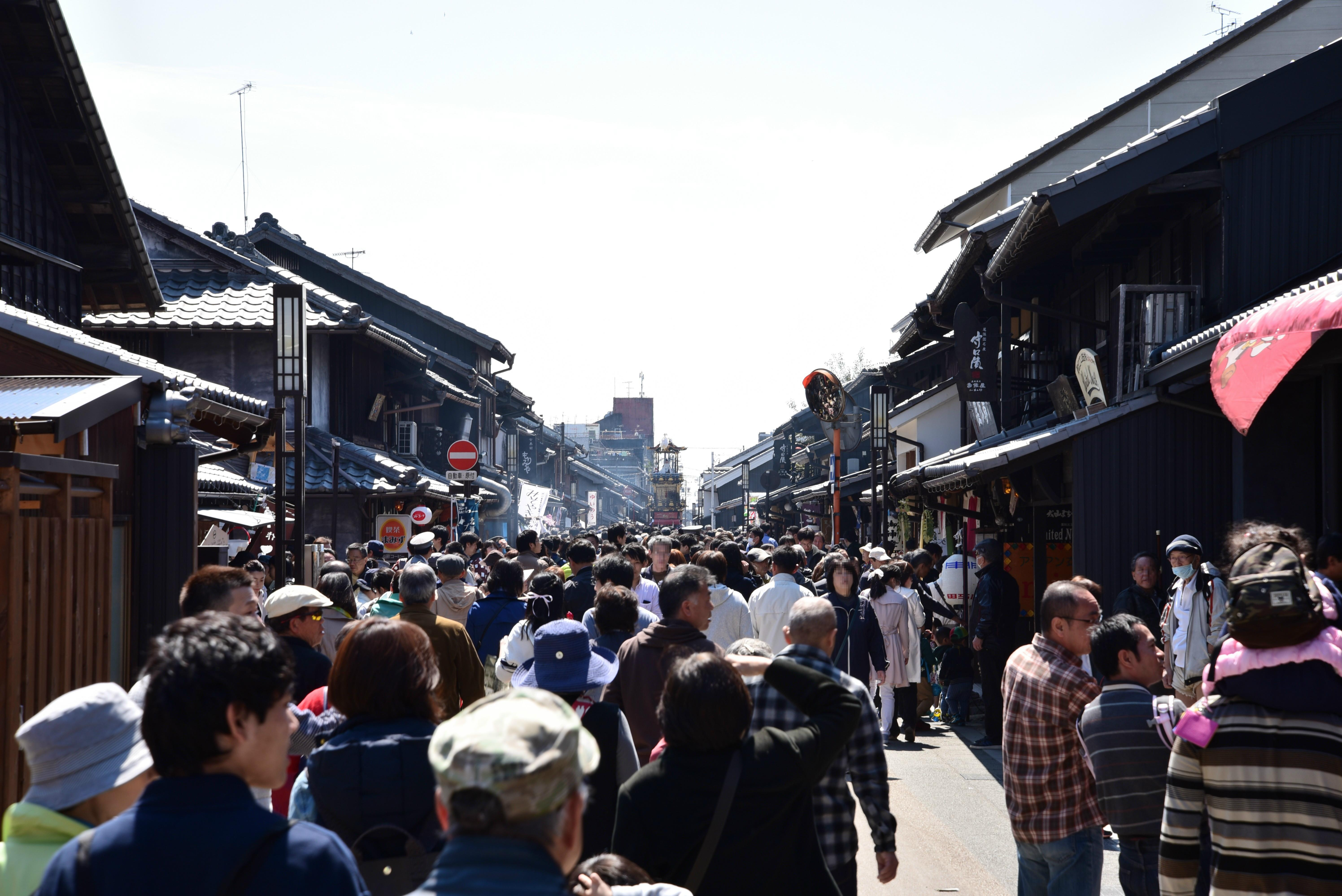
犬山城の城下町

犬山宿（いぬやまじゅく）は、稲置街道の宿場。

## 概要
かつて、現在の愛知県犬山市に存在していた。

## 隣の宿
「━」が稲置街道、「-」が上街道。
| 小牧宿 | - 楽田 | （追分） ━ 犬山宿 | ━ 鵜沼宿 |
|        |        | └ 善師野宿        |          |